# Attack of the Puppet People
Attack of the Puppet People (cunoscut și ca I Was a Teenage Doll (titlu de producție), Six Inches Tall (UK)  sau The Fantastic Puppet People) este un film SF de groază american din 1958 regizat, produs și scris de Bert I. Gordon pentru American International Pictures. În rolurile principale joacă actorii John Hoyt (ca un excentric producător de păpuși), John Agar și June Kenney
Filmul a fost produs de American International Pictures și Bert I. Gordon pentru a capitaliza succesul filmului The Incredible Shrinking Man, care a avut premiera cu un an în urmă.

## Actori
- John Agar este Bob Westley
- John Hoyt este Mr. Franz
- June Kenney este Sally Reynolds
- Michael Mark este Emil
- Jack Kosslyn este Sergeant Paterson
- Marlene Willis este Laurie/Themesong Vocalist
- Ken Miller este Stan
- Laurie Mitchell este Georgia Lane
- Scott Peters este Mac
- Susan Gordon este Agnes
- June Jocelyn este Brownie Leader